# Bepoederd breeksteeltje
Het bepoederd breeksteeltje (Conocybe aberrans)  is een paddenstoel die behoort tot de familie Bolbitiaceae. Het leeft saprotroof op humusrijke grond in loofbossen, plantsoenen en wegbermen, vaak tussen brandnetels, op voedselrijke klei en zavel.

## Kenmerken

### Uiterlijke kenmerken
Hoed
De hoed heeft een diameter van 4-10 mm. De kleur lichte bruine kleur die verbleekt naar witachtig oker bij droging en een gestreepte rand bij jonge vruchtlichamen. 
Lamellen
De lamellen zijn smal aangehecht tot bijna vrij, niet dicht opeen, en veranderen van okerkleurig naar okerbruin, met een witte, vlokkige rand. 
Steel
De steel is 35-70 mm lang en 0,3-1 mm breed, min of meer gelijk, met een witte kleur en een bruine tint aan de basis.
Geur en smaak
Het vlees van deze paddenstoel is lichtbruin in de hoed (pileus) en witachtig bruin in de steel (stipe). De smaak en geur worden omschreven als onopvallend of onduidelijk.
Sporenprint
De sporenprint van deze paddenstoel is okerbruin van kleur.

### Microscopische kenmerken
De sporen zijn elliptisch tot langwerpig en verkleuren in alkalische omstandigheden en meten 7–9 x 4–5 μm (met een Q-getal van 1,5-1,96 en Qavg van 1,74). De basidia zijn 4-sporig en meten 17–22 × 7–8,5 μm. De paddenstoel heeft cheilocystidia (31–41 × 5–9,5 μm) en lang slanke caulocystidia (31–77 × 5,5–14,5 μm) en een kop van 3-4,5 μm breed. Er zijn geen pleurocystidia en geen gespen aanwezig.

## Verspreiding
In Nederland komt het bepoederd breeksteeltje zeer zeldzaam voor. De paddenstoel staat op de rode lijst in de categorie 'bedreigd'.